# Зубний еліксир

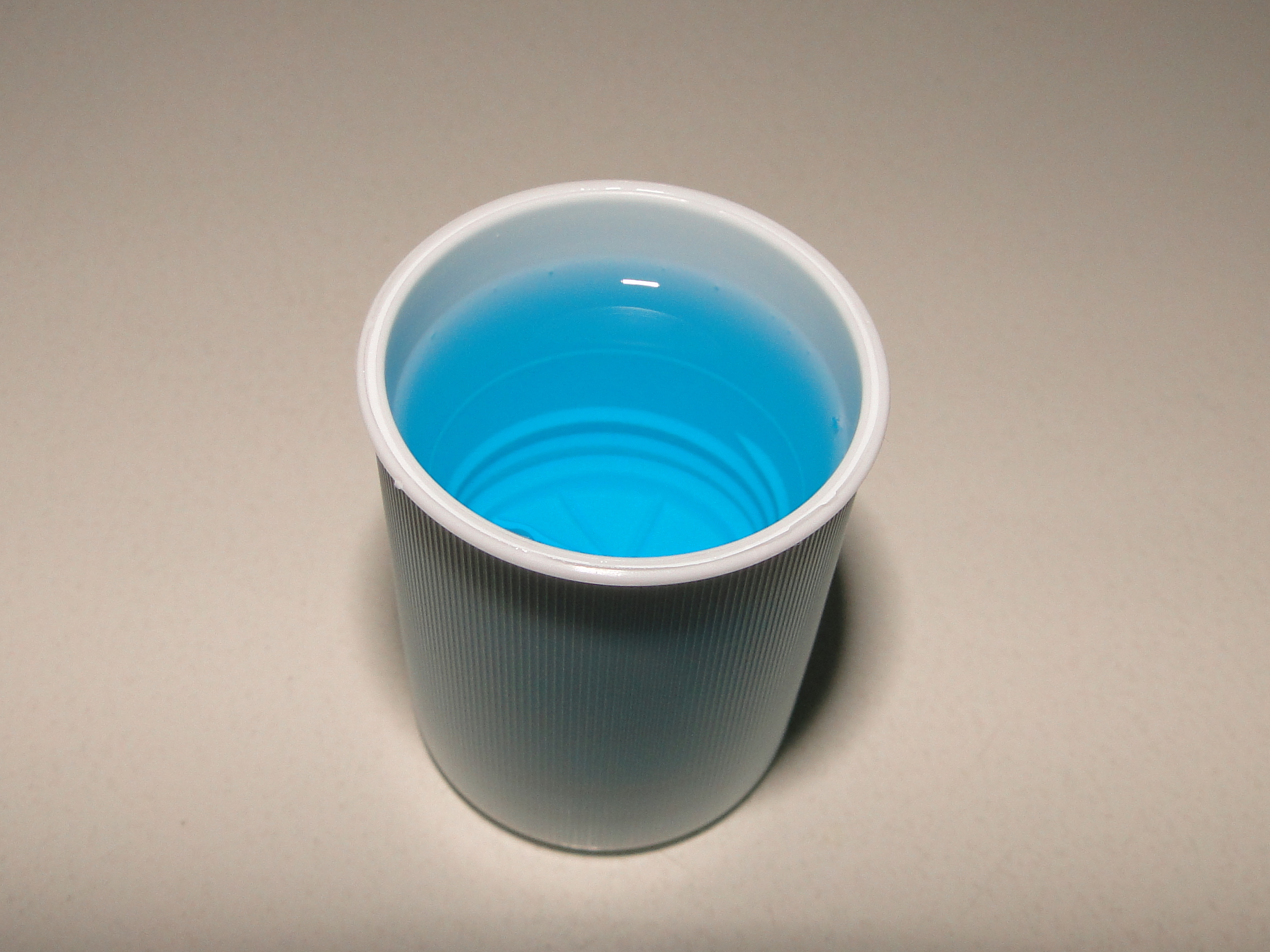
Ополіскувач у формі еліксиру для порожнини рота в пластиковому стаканчику

Зубні еліксири — водно-спиртові розчини різних корисних для порожнини рота речовин: ефірних олій, вітамінів, антимікробних речовин, спеціальних протикарієсних та протизапальних компонентів, в'яжучих і ароматичних речовин. В залежності від типу введених до складу еліксиру корисних добавок і їх властивостей еліксири можуть бути гігієнічними та лікувально-профілактичними.
Еліксири умовно поділяють на:
- Гігієнічні (дезодоруючі) еліксири, ополіскувачі та спреї.
- Еліксири, що запобігають утворенню зубних відкладень.
- Еліксири, що містять мінералізуючі добавки.

Зубні еліксири покращують очищення поверхні зубів, попереджають утворення зубного нальоту і дезодорують порожнину рота.
Зубні еліксири застосовують для полоскання порожнини рота після чищення зубів або споживання їжі.
Одним із видів зубних еліксирів є бальзами, які являють собою емульсію із чималої кількості лікарських речовин та біологічно активних інгредієнтів. Для застосування відповідну кількість бальзаму розчиняють у воді та використовують для полоскання.
Ополіскувачі — гігієнічні засоби, які, на відміну від еліксирів, майже не містять етилового спирту. До їх складу входять практично ті ж активні речовини і з такими ж властивостями, що й еліксири. Їх застосовують для полоскання без розведення.

## Ланки
- ЗАСОБИ ПО ДОГЛЯДУ ЗА РОТОВОЮ ПОРОЖНИНОЮ: ТЕНДЕНЦІЇ ТА ПЕРСПЕКТИВИ [Архівовано 22 жовтня 2014 у Wayback Machine.]
- ЗАСОБИ ГІГІЄНИ РОТОВОЇ ПОРОЖНИНИ РІДКІ ДСТУ 4186:2003
- Гігієна порожнини рота в разі захворювань пародонта [Архівовано 21 вересня 2015 у Wayback Machine.]